# Баркли, Айрен
А́йрен Ба́ркли (англ. Iran Barkley; 6 мая 1960) — американский боксёр-профессионал, выступавший в средних весовых категориях. В любительском боксе — бронзовый призёр Чемпионата мира по боксу 1982.  Чемпион мира в средней (версия WBC, 1988—1989), 2-й средней (версия IBF, 1992—1993) и полутяжёлой (версия WBA, 1992) весовых категориях. Топ-боксёр рубежа 1980—1990-х годов.

## Любительская карьера
- Серебряный призёр турнира «Золотые перчатки» в Нью-Йорке (1981).
- Серебряный призёр чемпионата США (1982).[1]
- Бронзовый призёр чемпионата мира (1982).[2]

## Профессиональная карьера
Дебютировал в декабре 1982 года. В начале карьеры потерпел 3 поражения, в числе наиболее известных соперников в 1985 году победил Уилфорда Сайпиона, бывшего чемпиона Боксерской ассоциации Соединенных Штатов.

#### Чемпионский бой с Сумбу Камамбаем
В октябре 1987 года вышел на бой за вакантный титул чемпиона мира в среднем весе по версии WBA против Сумбу Каламбая. Баркли проиграл по очкам.

#### Бой с Томасом Хирнсом 1
В июне 1988 года Баркли вышел на ринг против знаменитого и очень сильного чемпиона мира в среднем весе по версии WBC Томаса Хирнса. Баркли неожиданно нокаутировал противника в 3-м раунде. Бой получил статус «апсет года» по версии журнала «Ринг».

#### Бой с Роберто Дюраном
В феврале 1989 года Баркли защищал свой титул против другого знаменитого боксёра — Роберто Дурана. Дуран, который до этого сам был нокаутирован Хирнсом, не был фаворитом в бою. Тем не менее Дуран ввязался в открытый бой и победил раздельным решением судей. Поединок получил статус «бой года» по версии журнала «Ринг».

#### Чемпионский Бой с Майклом Нанном
В августе 1989 года Баркли встретился с непобеждённым чемпионом мира в среднем весе по версии IBF Майклом Нанном. Нанн победил решением большинства судей.

#### Бой с Найджелом Бенном
В августе 1990 года Баркли вышел против чемпиона в среднем весе по второстепенной версии WBO Найджела Бенна. Бенн нокаутировал противника в 1-м раунде. После этого Баркли поднялся во 2-й средний вес.

### 2 средний вес

#### Чемпионский бой с Даррином Ван Хорном
В январе 1991 года Баркли нокаутировал чемпиона мира во 2-м среднем весе по версии IBF Даррина Ван Хорна. Затем он поднялся в полутяжёлый вес.

### Полутяжелый вес

#### Бой с Томасом Хирнсом 2
В марте 1992 года Баркли вновь встретился с Томасом Хирнсом, который являлся чемпионом мира в полутяжёлом весе по версии WBA. Баркли выиграл раздельным решением, после чего вернулся во 2-й средней вес. Баркли является единственным человеком, кто победил Хернса дважды.

#### Бой с Джеймсом Тони
В феврале 1993 года Баркли вышел на ринг против непобеждённого Джеймса Тони. Тони избил противника. В перерыве между 10-м и 11-м раундами угол Баркли отказался от продолжения боя. После этого Баркли вновь поднялся в полутяжёлый вес.

#### Бой с Генри Маске
В октябре 1994 года Баркли проиграл в Германии непобеждённому чемпиону мира в полутяжёлом весе по версии IBF немцу Генри Маске.

### Первый тяжелый вес
В середине 1990-х годов Баркли выступал в 1-м тяжёлом весе, а в конце 1990-х годов поднялся в тяжёлый вес.

### Тяжелый вес

#### Бой с Джерри Кутзее
В июне 1997 года он сумел нокаутировать бывшего чемпиона мира в тяжёлом весе, Джерри Кутзее.

#### Бой с Тревором Бербиком
В июне 1999 года Баркли проиграл бывшему чемпиону мира в тяжёлом весе Тревору Бербику.
В конце карьеры Баркли потерпел 6 поражений подряд. После последнего поражения в июле 1999 года он ушёл из бокса.